# Barabbas

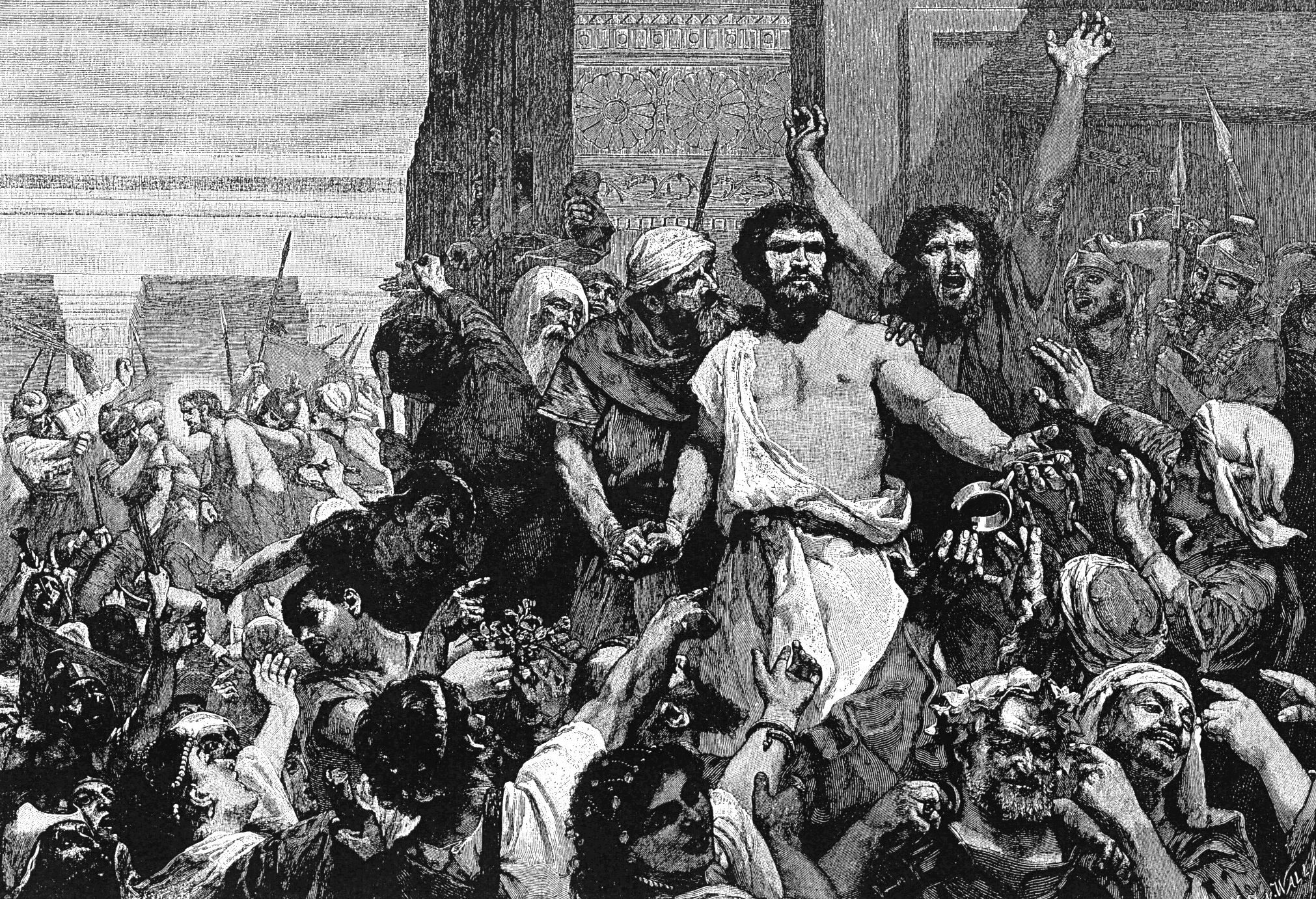
„Gib uns Barabbas!“, aus The Bible and its Story Taught by One Thousand Picture Lessons, 1910.

Barabbas (griechisch Bαραββᾶς) war ein im Neuen Testament erwähnter Mann, der im 1. Jahrhundert n. Chr. in Judäa lebte und sich zur Zeit des Prozesses gegen Jesus in römischer Haft befand.

## Biblische Überlieferung
Nach den Passionsgeschichten soll Pontius Pilatus dem versammelten Volk die Alternative angeboten haben, entweder Barabbas oder Jesus freizulassen. Von dieser Episode wird in allen Evangelien unmittelbar vor der Kreuzigung Jesu berichtet (Mt 27,15–26 , Mk 15,6–15 , Lk 23,18 , Joh 18,39–40 ). Dem Matthäusevangelium und dem Markusevangelium zufolge ließ Pilatus daraufhin Barabbas frei; im Lukasevangelium und im Johannesevangelium hingegen bleibt offen, was mit Barabbas geschah.
Die Evangelien geben keine Auskunft über die Umstände seiner Gefangennahme, über die gegen ihn gerichteten Anschuldigungen oder über seine rechtlichen Umstände. Nach dem Markusevangelium (Mk 15,7 ) wurde Barabbas zusammen mit einigen Aufrührern, die einen Mord begangen hätten, gefangen oder gefangen gehalten. Diesem Passus ist nicht zu entnehmen, ob Barabbas den Aufrührern angehörte. Im Lukasevangelium (23,19 ) werden Aufruhr und Mord als Ursache seiner Verhaftung angegeben. Der Barabbas betreffende Satz des Lukasevangeliums wird als Entlehnung aus dem Markusevangelium betrachtet. Im Matthäusevangelium (Mt 27,16 ) wird Barabbas lediglich als „angesehener Gefangener“ bezeichnet. Das Johannesevangelium (18,40 ) bezeichnet ihn als einen „Banditen“ (lestés).

## Der Name
Der in den heutigen Fassungen der Passion Jesu überlieferte Name Barabbas ist wahrscheinlich ein Patronym, für dessen aramäische Form die Zusammensetzung (hebräisch בר אבא bar abbas oder bar rabba(n), deutsch ‚Sohn des Vaters, Sohn des Lehrers‘) angenommen wird. 
In (Mk 14,36 ) betete Jesu in Getsemani zu Gott und sprach ihn mit Abba, Vater an. Im damit übereinstimmenden Vers (Lk 22,42 ) fehlt das Wort Abba, Jesu sprach ihn hier mit Vater an. 
Einige Codices enthalten in den Stellen 27,16.17  des Matthäusevangeliums den Namen Jesoûs (hò) Barabbâs. Auch wenn die Zeugen für diese Lesart des Passus weder zahlreich noch besonders alt sind, wird in der neutestamentlichen Exegese vielfach davon ausgegangen, dass der Name Jesus in Mt 27,16.17 zum ursprünglichen Bestand des Texts gehörte, da es als unwahrscheinlich gilt, dass man den Namen Barabbas in die für Judenchristen anstößige Variante Jesus bar Abbas geändert habe. Leicht vorstellbar sei dagegen, dass man von diesen Stellen Jesus gestrichen habe. Die bereits von Origenes vertretene Ansicht, der Name Jesus sei nicht ursprünglich im Text enthalten gewesen, ist aber weiterhin vertreten.

## Historische Forschung
Für einige Historiker ist die Tatsache, dass Überlieferungen des Namens in der Form Jeschua Barabbas (hebräisch ישוע בר אבא) existierten, ein Anzeichen dafür, dass Barabbas keine fiktive Person war.
Nach einer von dem französischen Theologen Alfred Loisy Anfang des 20. Jahrhunderts aufgestellten These sei Barabbas nicht der Name einer Person, sondern einer Rolle in einer Maskerade. Loisy griff auf eine von Philo von Alexandria überlieferte Episode zurück, die sich bei einem Besuch von Herodes Agrippa I. in Alexandria ereignet haben soll. Um Agrippa zu verspotten, habe eine Meute von Einwohnern Alexandrias einen „armen Teufel“ namens Karabbas mit einem Teppich über der Schulter und einem Korb auf dem Haupt als König verkleidet, verspottet und schließlich geschlagen. Wegen der Ähnlichkeiten dieser Episode mit den Misshandlungen, die nach den Passionsberichten Jesus von den römischen Soldaten zugefügt wurden, und wegen der „extremen Unwahrscheinlichkeit“ der Episode von Barabbas sei Loisy zufolge denkbar, „dass Pilatus Jesus als Karabbas“ habe behandeln lassen.
Die evangelischen Passionsberichte sind nicht nur die einzigen Quellen, die Notizen über Barabbas überliefert haben. Auch der in der christlichen Tradition als privilegium paschale bezeichnete Brauch der Römer, einen Gefangenen anlässlich des Pessachfestes zu befreien, wird nur an diesen Stellen der Evangelien erwähnt. Dass es einen solchen Brauch bei römischen Statthaltern in Palästina je gegeben habe, wird als unwahrscheinlich erachtet: Nichts Derartiges ist in römischen oder jüdischen Quellen überliefert, und auch die anhand von Joh 18,39  vertretene Ansicht, dass es sich dabei um einen jüdischen Brauch gehandelt habe, findet keinerlei Bestätigung.

## Andere Interpretationen
Hyam Maccoby und einigen anderen Wissenschaftlern zufolge sei Jesus wegen seiner Gewohnheit, beim Beten und Predigen den Gott als „Abba“ zu bezeichnen, als „bar-Abba“ bekannt gewesen. Danach könnte die jüdische Partei beim Schrei vor Pontius Pilatus, „Bar Abba“ zu befreien, Jesus gemeint haben. Weiter wird behauptet, dass antisemitische Elemente der christlichen Kirche die Erzählung so verändert haben, dass der Wunsch einem Anderen (Räuber oder Aufrührer) galt, namentlich „Barabbas“. Dies sei Teil der Absicht, die Schuld für die Kreuzigung Jesu von den Römern zu den Juden zu verschieben.
Benjamin Urrutia, einer der Autoren des Werks The Logia of Yeshua: The Sayings of Jesus, behauptet, Yeshua Bar Abba oder Jesus Barabbas sei mit dem Nazarether Jesus identisch und die Auswahl zwischen den beiden Gefangenen sei eine Erfindung. Jedoch widerspricht Urrutia der Ansicht, dass Jesus einen gewaltsamen Aufruhr geführt oder geplant habe. Seiner Ansicht nach sei Jesus ein starker Vertreter des Widerstands durch gewaltfreien, aber offenen Ungehorsam. Damit sei Jesus der Stifter und Führer des gewaltfreien Widerstands gegen Pilatus’ Plan gewesen, römische Adlerstandarten beim Jerusalemer Tempel aufzurichten. Die Geschichte dieses erfolgreichen Widerstands beschreibt Josephus in seinen Jüdischen Altertümer. Er erwähnt den Führer nicht, jedoch wird die Kreuzigung Jesu nur zwei Absätze darauf in einer umstritten glaubwürdigen Passage erzählt.
Auch der schwedische Schriftsteller Hjalmar Söderberg kam in seinen religionswissenschaftlichen Forschungen zu dem Ergebnis, dass Jesus und Barabbas identisch gewesen seien. Dieser Jesus Barabbas war – so Söderberg – kein rein friedlicher Widerständler, denn er wurde als Anführer eines gewalttätigen Überfalls auf den Jerusalemer Tempel (im Protest gegen den Opferkult) zu Recht von den Römern verhaftet und verurteilt. Nach Söderberg deuten die meisten Hinweise darauf hin, dass es tatsächlich eine Freilassung auf Forderung der jüdischen Menge gegeben habe. Somit sei Jesus in Wirklichkeit gar nicht gekreuzigt worden. In seinen Büchern Jesus Barabbas und Der verwandelte Messias. Jesus Barabbas II legte Söderberg seine Thesen ausführlich dar.

## Barabbas in der Kunst
- Musik
  - 1975: „Barabas“ von The Twinkle Brothers – „Rasta Pon Top“ (1975, UK, Grounation GROL 506)[11]
  - „Jesus oder Barabbas?“ von Antal Doráti, Melodrama (etwa 15 Min.) zur Rezitation, Chor und Orchester, nach dem Buch von Frigyes Karinthy, Auftrag in Budapest am 10. Dezember 1987.
  - 2002–2003: „Barabbas muunnelmia“ von Aulis Sallinen als Kammermusik V, in 7 Variationen, Opus 84 für Schifferklavier, Klavier, Klarinette und Streicher
  - 2009: „Barabbas“ von Caleb & Sol – „Afloat (2009)“
  - 2023: „Barabbas“ Oper in zwei Akten von Andrei Maksimov, libretto von Vladimir Alkhovik/Helen Daniels[12]
- Roman
  - 1893: „Barabbas, Barabbas“ von Marie Corelli (1855–1924) (Deutsche Neuauflage 2011, Edition Pleroma)
  - 1928: „Jesus Barabbas“ von Hjalmar Söderberg.
  - 1950: „Barabbas“ von Pär Lagerkvist (Literaturnobelpreis 1951)
  - 1986: „Diesseits von Golgatha“ von Werner Koch
  - 2012: „The Liars' Gospel“ von Naomi Alderman
- Filmografie
  - 1919: „Barrabbas“[13], Kinoserie von Louis Feuillade
  - 1953: „Barabbas – Der Mann im Dunkel“, ein Kunstfilm von Alf Sjöberg
  - 1961: „Barabbas“, italienisch-amerikanischer Film von Richard Fleischer mit Anthony Quinn als Barabbas, nach dem o. g. Roman.
  - 1961: „Give Us Barabbas!“,  US-amerikanischer Fernsehfilm von George Schaefer mit James Daly als Barabbas
  - 2012: „Barabbas“, zweiteilige US-amerikanisch-italienische Produktion von Roger Young mit Billy Zane als Barabbas
- Theater
  - 1927: „Barabbas“ von Nordahl Grieg
  - 1928: „Barabbas“ von Michel de Ghelderode
  - 1946: „Barabbas“ von Hans Weigel
  - 1949: „Barrabas“, Drama in vier Akten, von Albert Steffen
  - 2008: „Barabbas dans la Passion de Martin Giguère“, ein 7-szeniges Drama, erstellt vom Théâtre du Faux Coffre (Chicoutimi (Québec, Kanada)).